# 18.ª Brigada de Infantaria de Fronteira
A 18ª Brigada de Infantaria de Fronteira (18ª Bda Inf Fron), ou Brigada Ricardo Franco, é uma das Brigadas do Exército Brasileiro. Sua sede localiza-se em Corumbá, no Mato Grosso do Sul. É subordinada ao Comando Militar do Oeste, com sede em Campo Grande (Mato Grosso do Sul). É a sucessora histórica do Comando Geral da Fronteira Sul da Capitania de Mato Grosso e dos outros comandos que estabeleceram e mantiveram os limites nesta região do Brasil.

## Criação da 18ª Companhia de Comunicações
Em 11 de abril de 2014 foi criada pela Portaria Nº 319, do Comandante do Exército Enzo Peri, para a possivel criação da 18ª Companhia de Comunicações, desativando assim a Brigada Ricardo Franco. No dia 23 de maio de 2016 foi publicada uma portaria do comandante do Exército Eduardo Villas Bôas confirmando e determinando estudos para desativação do Comando da 18ª Brigada de Infantaria de Fronteira. Duas portarias subsequentes desativavam a Companhia de Comando da Brigada e a 18ª Companhia de Comunicações. Essa portaria determinava procedimentos para realização de estudos para a desativação, pela complexidade que é desativar uma Brigada. Quanto ao Forte Coimbra, ainda é um estudo, não tem nenhum documento oficial. Mas o fato é que diante do cenário de transformação pelo qual o Exército está passando, em um estudo interno do Comando Militar do Oeste (CMO), analisou-se a possibilidade de reduzir o efetivo de Forte Coimbra de uma companhia para um Pelotão Especial de Fronteira. Tudo isso atende critérios da transformação focando a racionalização. A implantação do Sistema Integrado de Monitoramento de Fronteiras (Sisfron) permitiu ao Exército remanejar efetivo para outras áreas. Ela seria desativada a partir de 31 de dezembro de 2016.
Em 22 de junho de 2016 houve uma reunião de lideranças políticas de Corumbá (MS) e o então Ministro da Defesa Raul Jungmann. A decisão da reversão saiu em setembro do mesmo ano e foi cancelada. Foi entregue uma documentação comprovando a doação de uma área para o Exército construir a nova sede da 18ª Brigada de Infantaria de Fronteira, que passaria a contar com as Companhias de Comunicação Mecanizada e a de Polícia do Exército. O terreno fica situado às margens da BR-262, no Anel Viário de Corumbá. A assinatura da doação ocorreu em 15 de julho de 2015.
A transformação da 3.ª Companhia de Fronteira, de Forte Coimbra, em Pelotão Especial de Fronteira acabou sendo mantida. O Exército chegou à conclusão, por estudos apresentados pelo Comando Militar do Oeste que foi muito importante aquela área ter o valor de uma companhia, o que remete a efetivo de mais de 200 militares atualmente. O Exército também chegou à conclusão que é uma área que apresentava menor potencial de risco no  cumprimento da nossa missão. Então, podia ser transformado em pelotão, mas ficará um efetivo considerável, até por conta da comunidade civil, pequena, que existe lá. A transformação, no que diz respeito a Forte Coimbra será mantida. Resolveu-se reduzir o efetivo de Forte Coimbra, porque nós temos outras unidades na fronteira, inclusive alguns Pelotões Especiais de Fronteira, que estão com deficiência de pessoal. O Exército não pode aumentar seu efetivo, então temos que manobrar dentro da estrutura existente.

## Organizações Militares Subordinadas
- 18.ª Brigada de Infantaria de Fronteira – Corumbá - MS
  - Comando da 18ª Brigada de Infantaria de Fronteira – Corumbá - MS
  - Companhia de Comando da 18ª Brigada de Infantaria de Fronteira – Corumbá - MS
  - 18.ª Companhia de Comunicações - Corumbá - MS
  - 18.º Pelotão de Polícia do Exército - Corumbá - MS
  - 17.º Batalhão de Fronteira – Corumbá - MS
  - 47.º Batalhão de Infantaria – Coxim - MS
  - 2.ª Companhia de Fronteira - Porto Murtinho - MS